# Caló de ses Donardes
El caló de ses Donardes, també anomenat caló de ses Lleonardes, és una petita cala situada al municipi de Llucmajor, Mallorca, a la costa del llevant de la badia de Palma, molt a prop de la urbanització de Cala Blava. S'hi veu un tamarell i moltíssimes atzavares, piteres o donardes, que donen nom al caló, i que són plantes originàries de Mèxic que creixen subespontàniament a tota la Mediterrània. Es tracta d'un entrant de la mar en forma d'U, el qual es divideix en dues parts quan toca terra, sent una de les parts una platgeta de còdols, roques i arena. Té una longitud d'uns 30 m per 4 m d'amplada mitjana. El pendent és suau, hi ha roques submergides o semisumergides, però no hi ha ni ondulacions, ni fosses, ni barres submergides. Té les aigües tranquil·les i el vent dominant és l'embat amb onatge predominant sud-oest, oest i nord-oest.